# St. Niklaus VS
| VS ist das Kürzel für den Kanton Wallis in der Schweiz. Es wird verwendet, um Verwechslungen mit anderen Einträgen des Namens St. Niklaus zu vermeiden. |

St. Niklaus (walliserdeutsch Zaniglas [ˌtsaniˈglaːs] oder Zaniglas [ˌzaniˈglaːs], französisch Saint-Nicolas) ist eine Munizipalgemeinde, eine Burgergemeinde und ein Dorf im Bezirk Visp sowie eine Pfarrgemeinde des Dekanats Visp im Schweizer Kanton Wallis.
St. Niklaus ist der Hauptort des Mattertals (auch Nikolaital genannt) und bevölkerungsmässig die drittgrösste Gemeinde im Bezirk Visp nach Visp und Zermatt. In der zweiten Hälfte des 19. Jahrhunderts und in der ersten Hälfte des 20. Jahrhunderts war St. Niklaus ein Zentrum des Bergsteigens in den Alpen und das Zentrum des Bergführerwesens.

## Geographie
Die Gemeinde St. Niklaus liegt im Mattertal am Fusse der Weisshorngruppe mit dem Hauptgipfel Weisshorn (4505 m ü. M.) und der Mischabel mit dem Hauptgipfel Dom (4545 m ü. M.). Von den 8 928 ha Gemeindefläche sind 1,7 % Siedlungsfläche (155 ha), 8,3 % Landwirtschaftsfläche (741 ha), 22,2 % bestockte Fläche (1 984 ha) und 67,7 % unproduktive Fläche (6 048 ha). Sie ist somit die sechstgrösste Gemeinde des Oberwallis. Der höchste Punkt der Gemeinde ist das Nadelhorn der Mischabel mit 4327 m ü. M. und der tiefste Punkt liegt auf 900 m ü. M. in den Kipfen.
Die Gemeinde St. Niklaus ist eine Streusiedlung und besteht aus den drei Dorfsiedlungen
- St. Niklaus Dorf (1120 m ü. M.),
- Gasenried / Ried (1659 m ü. M.) und
- Herbriggen (1260 m ü. M.),
- 29 ständig bewohnten Weilern,
  - zum Beispiel Riedmatten (1080 m ü. M.) und
  - Lochmatten (1070 m ü. M.), sowie
- den noch bewirtschafteten Alpen Jungen (1960 m ü. M.) und Jungtal (2387 m ü. M.).

Sie gilt mit einer Längenausdehnung von 7,5 km als längstes ständig bewohntes Gebiet einer Gemeinde im Oberwallis. Die südlichste, ständig bewohnte Siedlung ist der Weiler Breitmatten (1280 m ü. M.), die nördlichste der Weiler Rittinen (1455 m ü. M.), die höchstgelegene das Dorf Gasenried (1659 m ü. M.) und die tiefstgelegene der Weiler Steg (1060 m ü. M.).

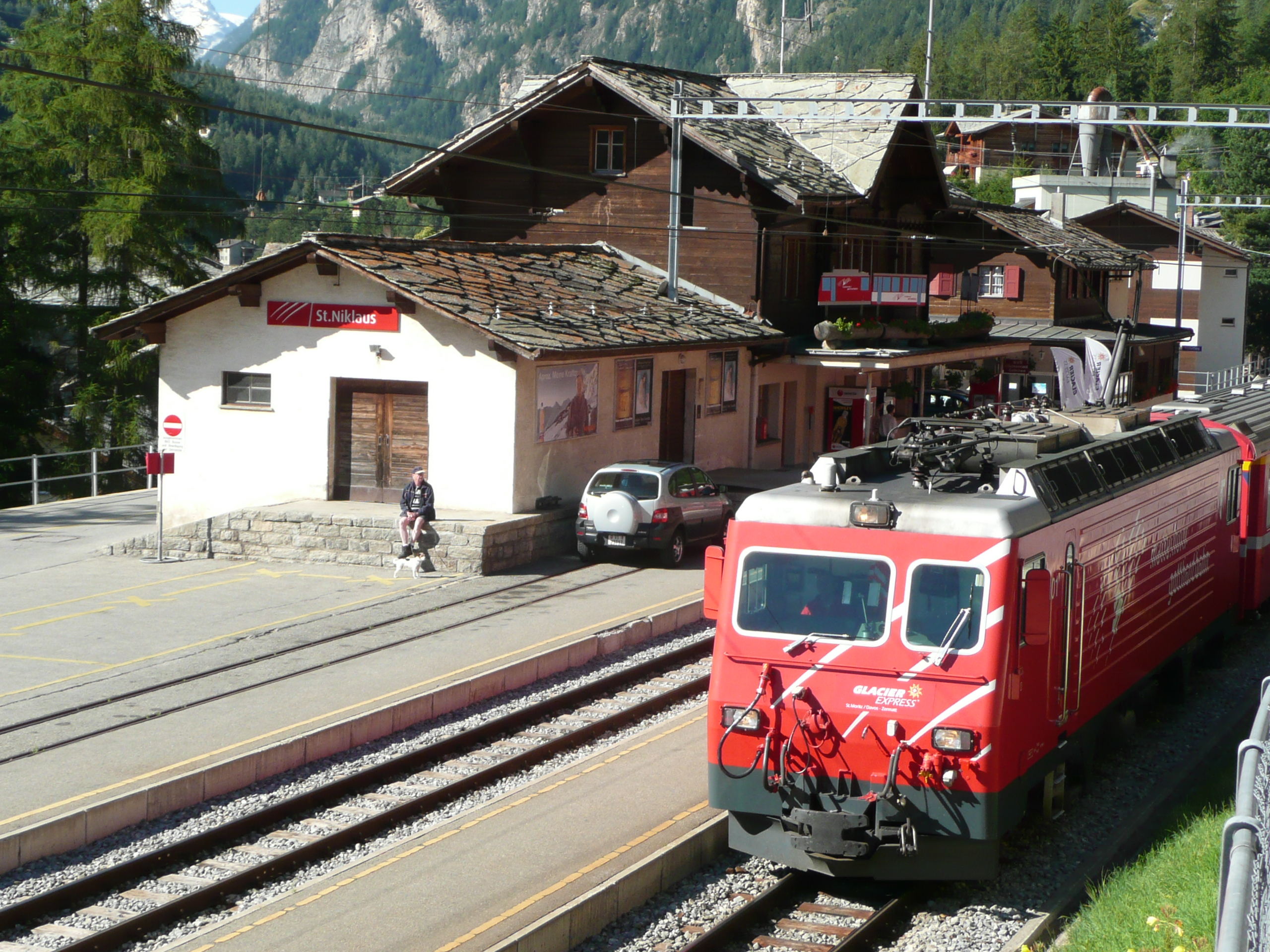
Bahnhof St. Niklaus der Strecke der Brig-Visp-Zermatt-Bahn der Matterhorn-Gotthard-Bahn

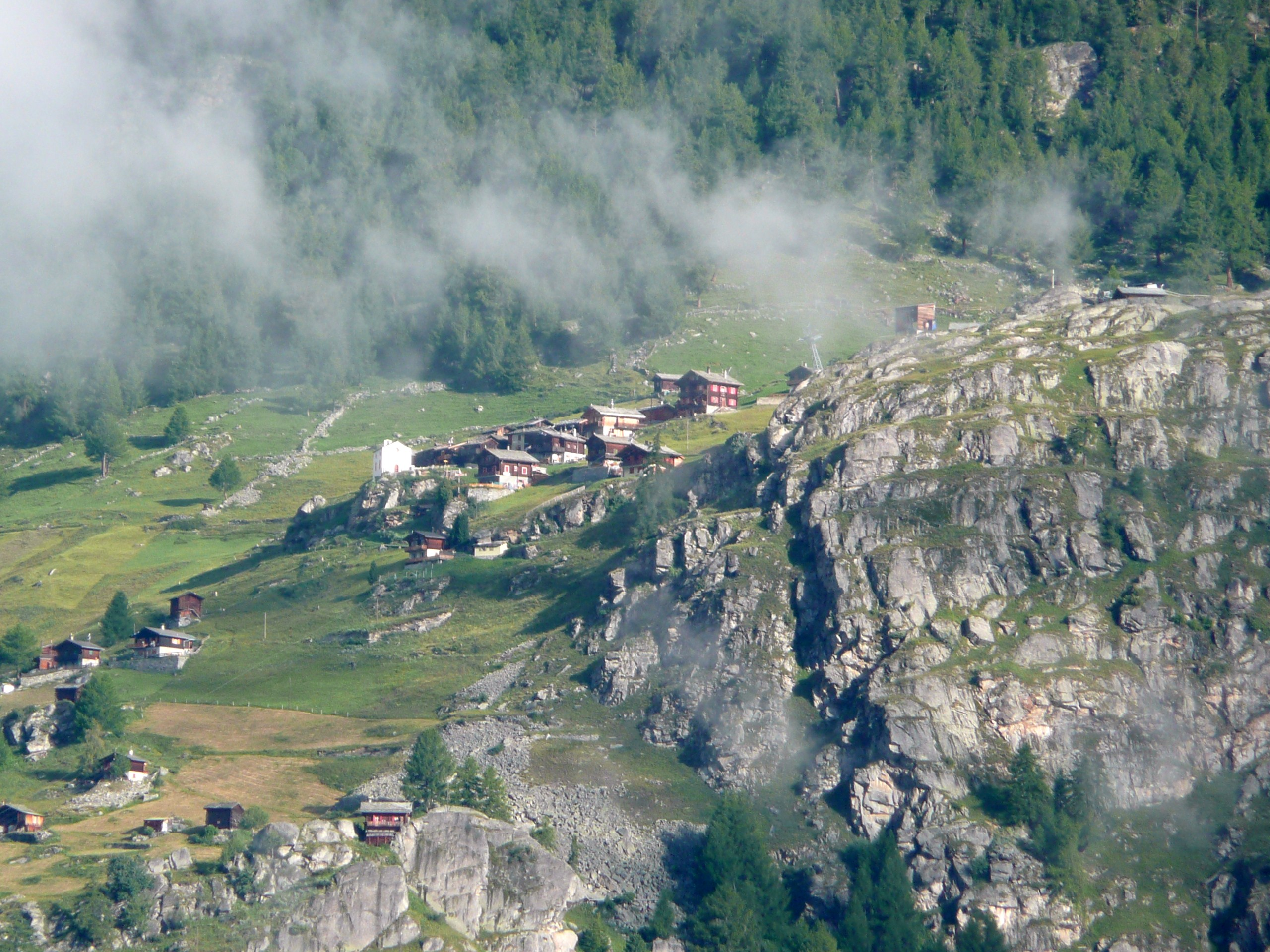
Die Alp Jungen oberhalb St. Niklaus Dorf, linke Talseite

## Geologie

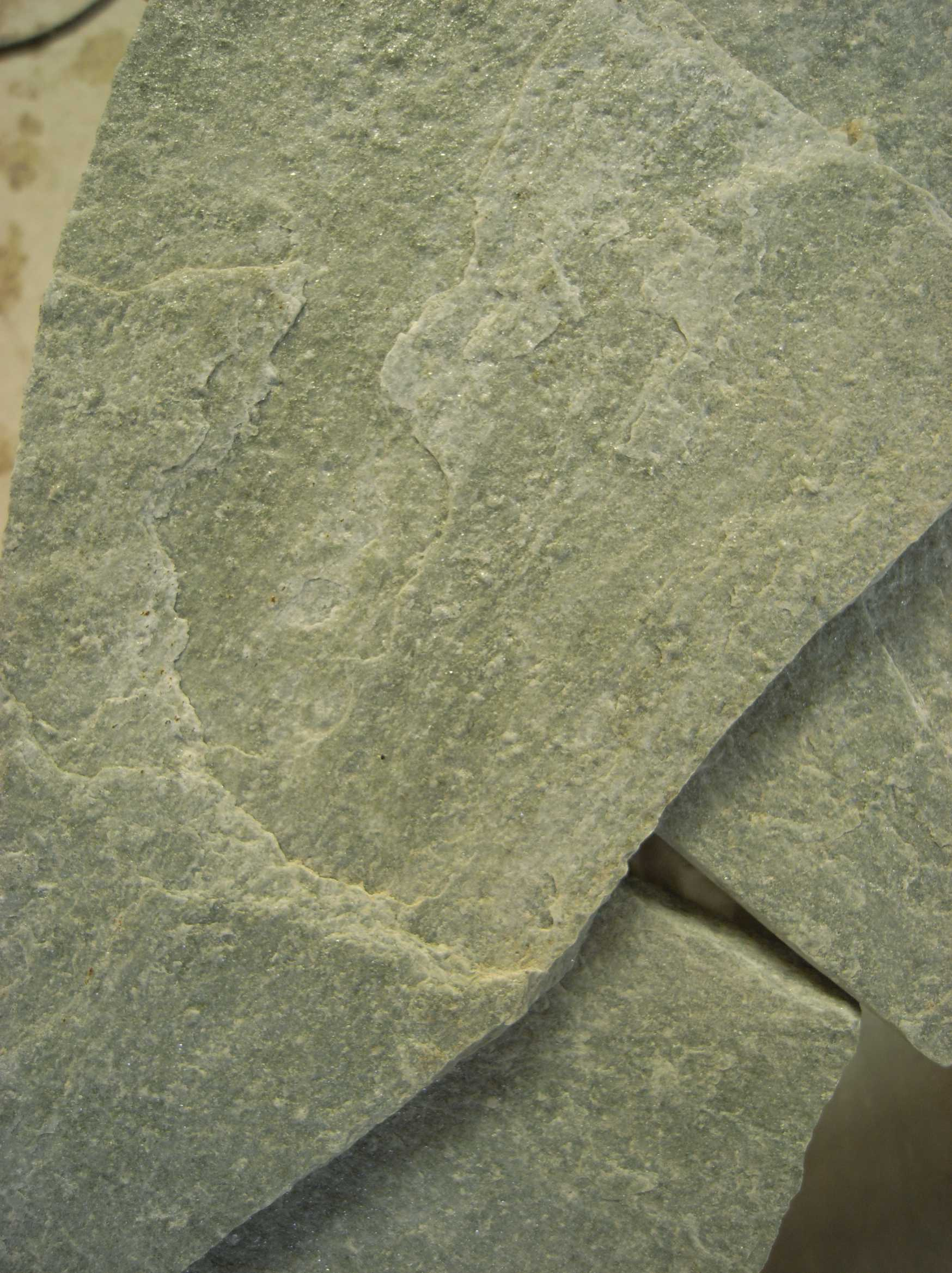
Quarzitplatten aus dem Mattertal (hier aus den Quarzitplattenbrüchen Lochmatter in St. Niklaus VS) mit Blick auf die unbearbeiteten Spaltflächen. Die aus dem Felsverband gelösten Quarzitblöcke wurden in Handarbeit in diese Platten aufgespalten.

Der Abschnitt des Mattertals im Bereich der Gemeinde St. Niklaus befindet sich in Gesteinen des Bernhard-Deckenkomplexes des mittleren Penninikums (Briançonnais). Die Gipfel und oberen Hänge der Berge bestehen vorwiegend aus Zweiglimmergneisen und Chlorit-Muskovit-Schiefern sowie Augengneis. Diese repräsentieren variszisches Kristallin der Siviez-Mischabel-Decke. An den Hängen unterhalb streichen an der westlichen (linken) Flanke des Mattertals – mit Überschiebungskontakt zum Augengneis – permo-triassische, grünschieferfaziell überprägte Sedimentgesteine der «Mulde von St. Niklaus» hangparallel aus. Es handelt sich dabei um Quarzite, glimmerreiche Quarzite und Glimmerschiefer. Diese sind in Richtung Talsohle von quartären Schuttmassen (Schwemmfächer o. ä.) begraben. An der östlichen Flanke des Tals reicht die quartäre Überdeckung noch deutlich weiter den Hang hinauf.
Im Ausstrich der mit rund 40 Grad nach Westen einfallenden Metasedimente der linken Talseite wurde am nördlichen Ende der heutigen Gemeinde St. Niklaus auf etwa 1'300 Metern Höhe bis zum Jahr 2005 der St. Niklauser Quarzit kommerziell abgebaut. Es handelt sich um eine zwei bis drei Meter mächtige Schicht aus grünlichem Quarzit. Das Gestein wurde sowohl übertage als auch in bis zu 600 Meter langen Stollen aus dem Berg gebrochen. Der St. Niklauser Quarzit vereint zwei Eigenschaften in sich, die ihn zu einem besonderen Naturwerkstein machen: die grüne Farbe und die gute Spaltbarkeit. Die Dächer der Gebäude im Ortskern von St. Niklaus Dorf sind sämtlich mit diesen einheimischen Quarzitplatten gedeckt. Ausserdem zählen die Quarzitplattenbrüche der Gemeinde St. Niklaus zu den wenigen europäischen Steinbrüchen ohne Strassenanschluss.

## Archäologie
Nahe unter der Balmulägni (1232 m ü. M.) auf dem Weg nach Jungen und in den Irmenzen (1140 m ü. M.) wurden interessante Funde des Mesolithikums gemacht. Sowohl Gräber und Feuerstellen konnten nachgewiesen werden, aber auch ein Steinteller mit Löffeln und ein sehr schön erhaltenes Steinbeil, das eine Länge von 35 cm hat, wurden gefunden. 
1891 wurden ca. 20 Steinkistengräber aus der Latènezeit gefunden. Unter einer der Steinplatten konnte sogar ein Grab geöffnet werden, das einen Steinbecher von sechs cm Höhe und zwei Armbänder enthielt. Am 20. Juli 1971 stiess man bei den Aushubarbeiten für die Fundamente eines in den Gerstern (1083 m ü. M.) erstellten Hauses auf eine Grabstätte, welche Armspangen und andere Schmuckstücke enthielt. Vom Schweizerischen Landesmuseum wurden die Fundstücke als der alten Rhonekultur entstammend bezeichnet. Übereinstimmend wurde von den Experten in Sitten und Zürich erklärt, dass dieses Grab auf das erste Jahrtausend vor Christus zurückgeht.
Dass die Süd-Nord-Handelsroute, die durch St. Niklaus geht, auch schon vor Tausenden von Jahren benutzt wurde, beweisen verschiedene Funde. Im August 2003 wurde auf dem Weg nach Jungen auf einer Höhe von rund 1440 m ü. M. eine beidseitig gearbeitete Pfeilspitze aus Bergkristall entdeckt, die eine Datierung in die erste Hälfte des dritten Jahrtausends v. Chr. zulässt. Die gestielte Pfeilspitze wiegt 1,66 g, misst in der Höhe 2,4 cm und in der Breite 1,9 cm. Sie ist nicht vollständig erhalten. Die Spitze fehlt, eine Flügelspitze ist abgebrochen und die zweite etwas angestossen. Ebenso der Stiel ist beschädigt. Schliesslich wurden bei den Renovationsarbeiten der Kapelle Jungen auf 1940 m ü. M. Tierknochen gefunden, die auf eine mesolithische Besiedlung schliessen lassen.
Im weiteren Verlauf fand dieser Handelsweg Zulauf durch Kranke und Gebrechliche, die an der nahe gelegenen Heilquelle, dem Goldenen Brunnen, ihre Leiden zu lindern suchten.

## Ortsname
Der heutige Name der Gemeinde geht auf den Schutzheiligen des Ortes und der Pfarrkirche zurück, Nikolaus von Myra. Die Kirche wird 1272 als ecclesia Sancti Nicholai de Chouson, Gebreitun de Gazun erwähnt.
Dieser ältere frankoprovenzalische Name für den Ort erscheint schon 1233 anlässlich der Nennung von Waltherus de Chousun. In den folgenden Jahrhunderten findet er sich in verschiedenen Varianten wie Chosun, Gauson, Zauxon, Gason, Schouson noch bis 1674 regelmässig bezeugt. Heute lebt er weiter im Namen des oberhalb von St. Niklaus Dorf gelegenen Weilers Gasenried. Möglicherweise liegt ihm der lateinische Personennamen Calidius zugrunde; der Ortsname würde damit auf einen einstigen Landbesitzer zurückgehen.

## Geschichte

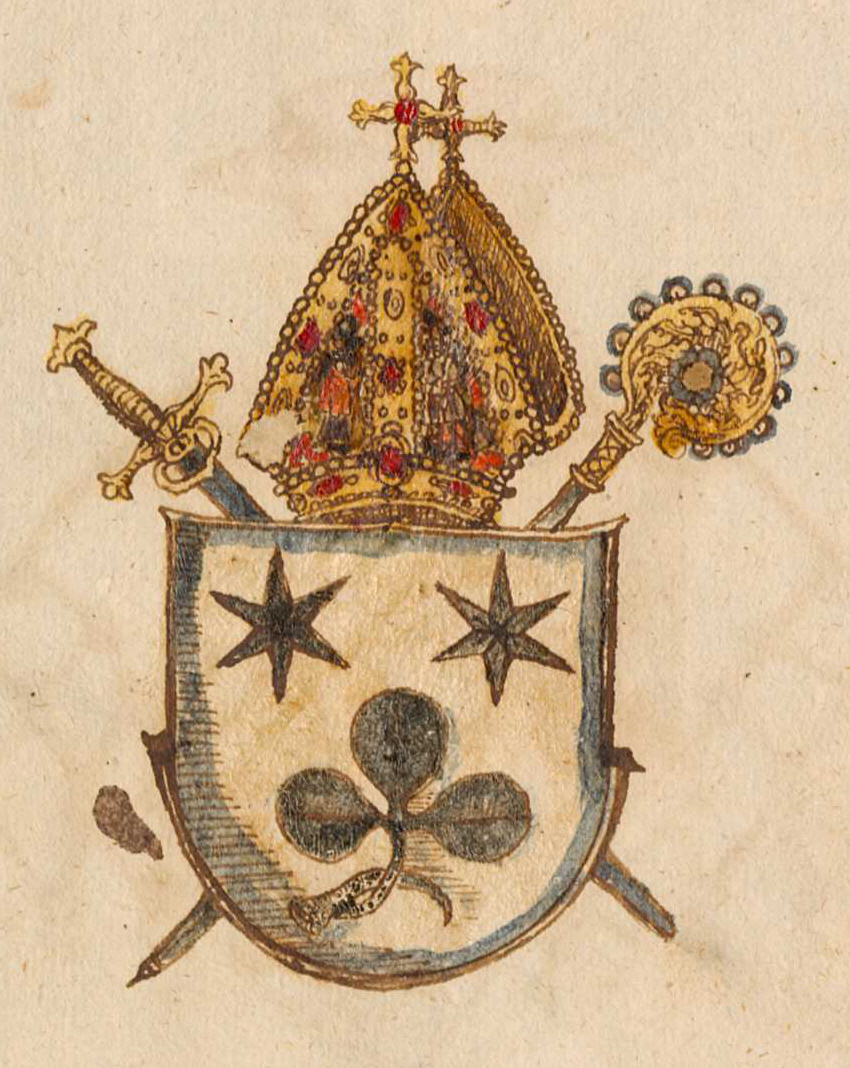
Familienwappen der von Riedmatten, Hildebrand von Riedmatten (um 1530–1604), Bischof von Sitten von 1565 bis 1604, 1594 Reichsversammlung im Regensburger Rathaus

Kirchlich wurde St. Niklaus entweder sehr früh von Visp abgetrennt oder war nie dorthin kirchgenössig. Seit dem frühen 13. Jahrhundert ist St. Niklaus als eigene Pfarrei belegt (HLS). Das ehemalige Wappen von St. Niklaus, welches auf der Stubenbinde des ehemaligen Gemeindehauses gefunden wurde, stellt in zwei diagonal gegenüberliegenden roten Feldern zwei kongruente Mitras und in den beiden anderen grünen Bereichen zwei gleiche Bücher mit je drei Kugeln dar. Dies waren sicherlich Zeichen dafür, dass die Macht im Tal in den Händen der Kirche von St. Niklaus bzw. des Bischofs von Sitten lag. Die Mitra steht als Zeichen für den Bischof und das Buch mit drei Kugeln als Zeichen für Nikolaus von Myra, der sowohl der Schutzpatron des Mattertals als auch der heutigen Pfarrei St. Niklaus ist. Sodann wird St. Niklaus als bischöfliches Meiertum unter dem Namen Chouson im Jahr 1218 in einer ersten noch erhaltenen Urkunde zitiert. Zwischen 1218 und 1257 werden in alten Schriften die Meier Anselm von St. Niklaus bzw. von Chouson mehrmals erwähnt, die Verwandte des Domherrn und Grosskantors Walter de Chouson (um 1185–1248) waren.
Im Mittelalter war das Gebiet der heutigen Gemeinde auf fünf verschiedene Verwaltungseinheiten aufgeteilt, nämlich:
- Dorf / Dorfmark,
- Jungen,
- Matt (oder Mad),
- Wichel und
- Gasenried / Ried.

Bis aufs Mittelalter zurück kann auch nachgewiesen werden, dass die Kommune Dorfmark Hauptort der Talschaft ist. Was die Gemeinde Jungen auf 1960 m ü. M. betrifft, kann gesagt werden, dass es im Alpengebiet bis zum Einbruch der Kleinen Eiszeit ganzjährig bewohnte Siedlungen bis in Höhenlagen um 2200 m ü. M. gab.
Im Jahre 1361 kam es zu einem Aufruhr gegen Bischof Witschard Tavelli (Guichard Tavel). St. Niklaus wurde zur Strafe mit dem Kirchenbann belegt, von dem es 1362 wieder befreit wurde. 1435 erhielten die Zenden vom Bischof das Recht, ihre Meier und Kastläne (Richter) selbst zu ernennen. Der Meier wurde durch die Dorfschaften auf befristete Zeit gewählt. Die Aufgaben und Pflichten des gewählten Meiers können im Grossen und Ganzen mit jenen eines heutigen Gemeindepräsidenten verglichen werden. Zwei grosse Meier von St. Niklaus waren Georg Majoris (1440–1506) und Thomas von Schallen (1480–1541). Georg Majoris brachte es in den Jahren 1494–1495 und 1499–1501 zweimal bis zum Walliser Landeshauptmann. Er präsidierte am 6. Dezember 1499 den Landrat in der Walliser Hauptstadt, der die päpstliche Ernennung des Matthäus Schiner zum Bischof von Sitten annahm. Georg Majoris war seinerzeit einer der mächtigsten Männer des Oberwallis. Thomas von Schallen hat in jungen Jahren als Meier von St. Niklaus seine erfolgreiche Laufbahn begonnen. Mehrfach war er auch Landratsabgeordneter des Zenden Visp in Sitten. Er nahm am 21. März 1524 als Vertreter für das Wallis an einer eidgenössischen Tagsatzung in Luzern teil, dem ersten gemeinsamen Staatsorgan der eidgenössischen Orte, die halb Gesandtenkongress halb oberster Föderationsrat war. Auch zog er im Solde Frankreichs über die Alpen. In späteren Jahren wurde er Grosskastlan der Walliser Hauptstadt.
Seit 1618 waren St. Niklaus und sein Tal selbständig. Bis zur Französischen Revolution im Jahre 1789 war St. Niklaus mit Zermatt zusammen ein Viertel des Zenden Visp und stellte turnusgemäss auch die höchsten Magistraten, den Kastlan, den Bannerherrn oder den Zendenhauptmann. Die Meier vertraten St. Niklaus zudem im parlamentarischen Zendenrat in Visp und im Walliser Landrat in Sitten. Peter Josef Imboden (1763–1858) war 1798 der letzte Meier von St. Niklaus. Im Franzosenkrieg starben in den Jahren 1798 und 1799 zweiundzwanzig Zaniglaser.
Bis 1865 war die heutige Kommune St. Niklaus in vier verschiedene Verwaltungseinheiten gegliedert:
- Dorfmark / Dorfmatt, das das Gebiet des heutigen Dorfes St. Niklaus mit Jungen umfasste (südliche Begrenzung: Spisszug (linke Seite der Mattervispa) und Giretsche (Stockschleif, rechte Seite der Vispa)),
- äussere Matt (die heutigen Weiler Biffig, Ballacker, Balmatten, Schwiedernen, Stahlen und Stock),
- innere Matt (das heutige Dorf Herbriggen sowie die Weiler Mattsand und Breitmatten) und
- Gasen / Ried (das heutige Dorf Gasenried / Ried sowie die Weiler Rittinen und Wichel).

In den vier Sternen des heutigen Gemeindewappens ist dies verdeutlicht. Das Kleeblatt im Wappen deutet auf die Familie von Riedmatten, die ihre Wurzeln in St. Niklaus im Weiler Riedmatten hat und die schon seit dem Ende des 13. Jahrhunderts genannt wird. Sitten, Münster und St. Gingolph wurden mehrheitlich ihre späteren Wohnorte. Aus ihr gingen sechs Bischöfe, 20 Domherren, 16 Landvögte, ein General, ferner Landes- und Zendenhauptmänner hervor. Die zweite Frau von Kaspar Stockalper (1609–1691), des Fuggers der Alpen, war Cäcilia von Riedmatten. Doch führen Linien der Familie von Riedmatten auch nach Wien sowie Paris und in die USA, nach Argentinien und Haiti.
Im Jahre 1866 vereinigten sich die zwei bis zu diesem Zeitpunkt noch selbständigen Gemeinden St. Niklaus Dorf (Dorfmark/Dorfmatt) und St. Niklaus Matt (äussere und innere Matt) zur neuen Gemeinde St. Niklaus. 1870 wurde die Gemeinde Gasenried (Gasen / Ried) mit St. Niklaus fusioniert.
Am 26. August 1890 fuhr der erste Zug von Visp bis nach St. Niklaus. Über das Jahresende 1927/1928 erreichte die Visp-Zermatt-Bahn (VZ) St. Niklaus zum ersten Mal während der Winterzeit. Gäste wurden mit Pferdeschlitten weiter nach Zermatt gebracht. Vom November 1928 bis Mai 1929 verkehrte ein Zugspaar erstmals fahrplanmässig zwischen Visp und St. Niklaus. Zudem fuhr vom 21. Dezember 1928 bis Ende Februar 1929 ein Sportzug von Visp über St. Niklaus bis nach Zermatt. Mit dem Abschluss der Schutzbauten Ende Oktober 1933 nahm die heutige Matterhorn-Gotthard-Bahn den ganzjährigen fahrplanmässigen Betrieb bis nach Zermatt auf, wie er bereits seit 1928 bis St. Niklaus bestand.
1937 wurde die Autostrasse bis St. Niklaus gebaut, die sich im Gegensatz zum alten Saumweg nicht am linken, sondern rechten Talhang des vorderen Mattertals entlang schlängelt. Da die Kantonshauptstrasse 213 im Jahre 1967 bis nach Herbriggen und dann zu den weiteren, südlicher im Mattertal liegenden Gemeinden Randa, Täsch und Zermatt fertiggestellt wurde, war St. Niklaus über 30 Jahre, wie Täsch heutzutage, der Dreh- und Angelpunkt für Automobilisten. In St. Niklaus mussten die Autos parkiert werden.

## Bevölkerung
| Bevölkerungsentwicklung | Bevölkerungsentwicklung | Bevölkerungsentwicklung | Bevölkerungsentwicklung | Bevölkerungsentwicklung | Bevölkerungsentwicklung | Bevölkerungsentwicklung | Bevölkerungsentwicklung | Bevölkerungsentwicklung | Bevölkerungsentwicklung | Bevölkerungsentwicklung |
| ----------------------- | ----------------------- | ----------------------- | ----------------------- | ----------------------- | ----------------------- | ----------------------- | ----------------------- | ----------------------- | ----------------------- | ----------------------- |
| Jahr                    | 1798                    | 1850                    | 1900                    | 1950                    | 2000                    | 2010                    | 2012                    | 2014                    | 2016                    | 2020                    |
| Einwohner               | 450                     | 551                     | 922                     | 1604                    | 2304                    | 2358                    | 2325                    | 2291                    | 2265                    | 2108                    |

## Bergführerdynastie von St. Niklaus (Zaniglas)

### Pioniere des Alpinismus

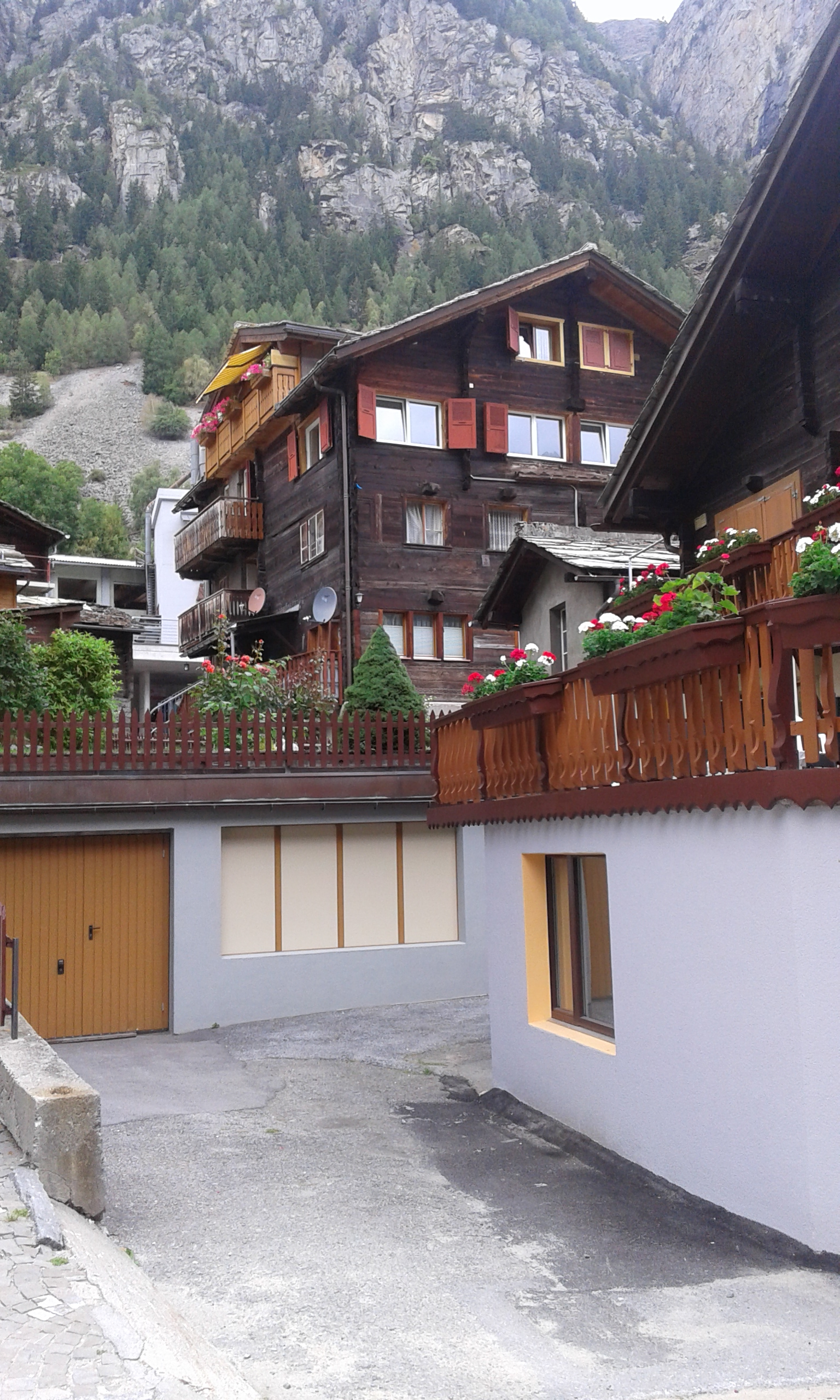
Wohnhaus des Bergführers Alois Pollinger senior in St. Niklaus Dorf von der Dorfstrasse aus gesehen. Alois Pollinger war der Erfinder des Abseilens mit doppeltem Seil.

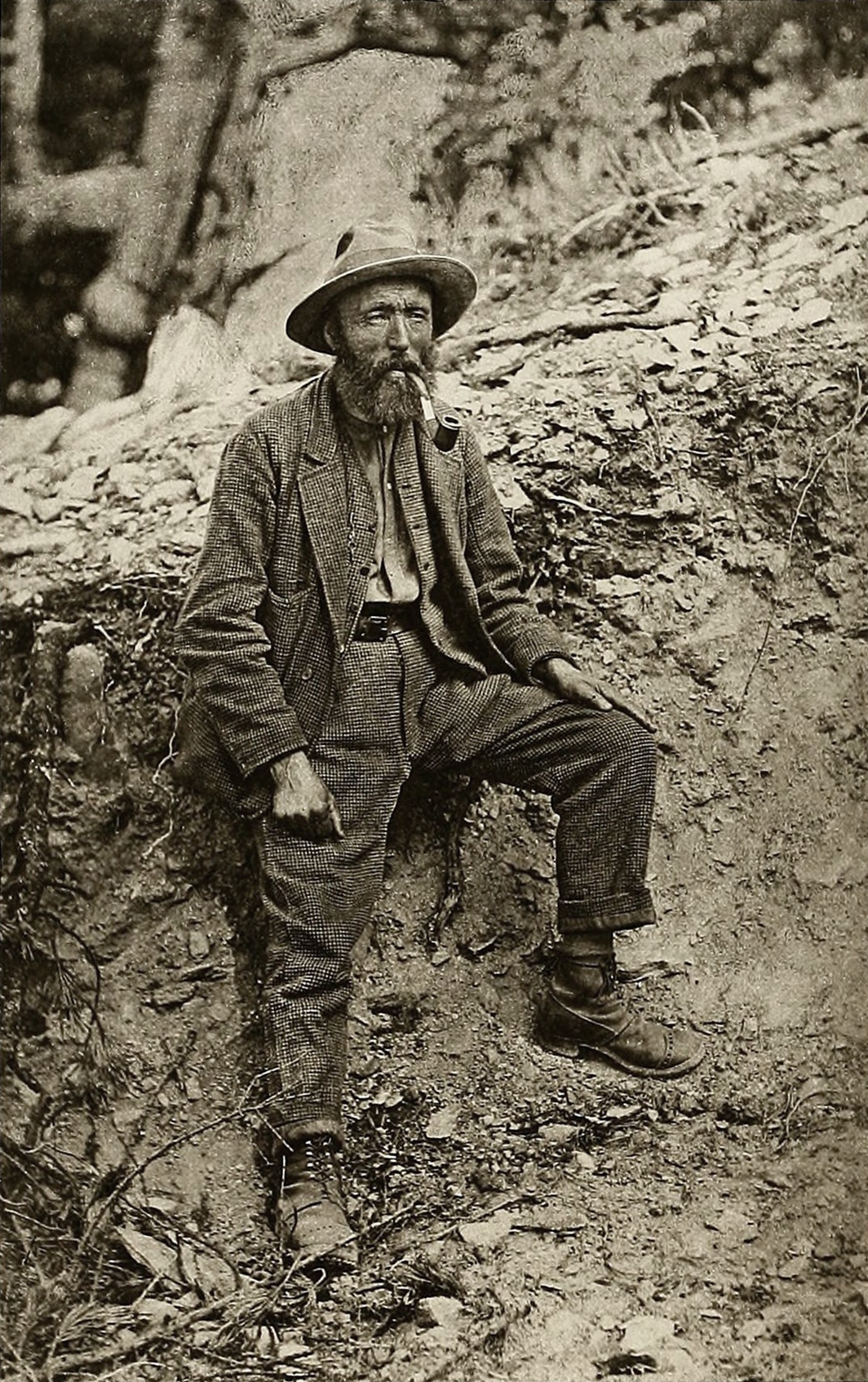
Peter Knubel (1832–1919), Erstbesteiger des Elbrus, des höchsten Bergs Europas

In der alpinen Literatur lesend, treffen wir immer wieder auf einen Namen: St. Niklaus. Grosse und aussergewöhnliche Bergführer waren hier aktiv. St. Niklaus entwickelte sich dank
- Josef Marie Lochmatter (1833–1882),
- seinem besten Freund Peter Knubel (1832–1919),
- seinem Schwager Alois Pollinger (1844–1910) und
- Josef Imboden (1840–1925), einem Vetter von Peter Knubel,

zum Zentrum der Bergsteigerschule in der Schweiz und zum Ausgangszentrum für anspruchsvolle Touren.
Josef Marie Lochmatter und Peter Knubel waren die ersten kundigen Matterhornführer und somit die Wegbereiter der heutigen touristischen Entwicklung im Mattertal und insbesondere in Zermatt. Die beiden Freunde aus St. Niklaus wiederholten die Besteigungen auf das Matterhorn so oft, dass sie fast ausschliesslich ein Monopol für Matterhornbesteigungen innehatten. Peter Knubel hatte zudem als erster Schweizer Führer im Jahre 1874 einen Berg ausserhalb der Alpen bestiegen: im Kaukasus die Erstbesteigung des höchstens Gipfels Europas, des Elbrus (5642 m). Alois Pollinger war der Erfinder des Abseilens mit doppeltem Seil, denn er war der Erste, der auf diese Art und Weise den ersten Abstieg über den Ferpèclegrat der Dent Blanche bewerkstelligte. Josef Imboden hatte als erster Schweizer im Jahre 1883 im Himalaja, dem höchsten und mächtigsten Gebirge der Erde, einen Berg erklommen, wobei er die Erstbesteigung des damals unbenannten Khanla Kang (6058 m) vollbrachte.

### Initiatoren der neuen Schule (ihre Söhne)
Früh schon nahmen die Väter die Söhne auf ihre Touren mit. Aus deren Reihen kamen abermals die Bahnbrecher einer neuen Schule, die wieder einen Aufschwung des Bergsteigens zustande brachte, der bis in die Dreissiger Jahre des 20. Jahrhunderts unerreicht blieb. Sie begnügten sich nicht mehr damit, einen hohen Gipfel zu besteigen, sondern wählten dazu immer schwierigere Routen. Die Zaniglaser Seilschaften
- Josef Lochmatter (1872–1915) mit Valentine J. E. Ryan,
- Josef Pollinger (1873–1943) mit Robert W. Lloyd und
- Josef Knubel (1881–1961) mit Geoffrey W. Young

hatten in den Alpen praktisch alles bezwungen, was es damals zu besteigen gab. Die zweite Generation der Zaniglaser Bergführer stellten die ersten Skiführer und waren auch in Übersee die Pioniere.

### Alpines Zentrum mit über 300 Erstbesteigungen
Über 300 Erstbesteigungen gehen auf das Konto der Zaniglaser Bergführer, sowohl in der Schweiz als auch weit über die Landesgrenzen hinaus. Routen und Berge in der Schweiz, in Frankreich, in Norwegen und in Kanada sind von ihnen benannt worden oder tragen ihre Namen. Zu denken ist da u. a.
- an den Viereselsgrat der Dent Blanche in den Walliser Alpen (Zinalgrat der Dent Blanche, so benannt nach einem Ausspruch von Alois Pollinger, nach der Erstbesteigung im Jahre 1882),
- an das Lochmatter-Kamin der Aiguille du Grépon in den französischen Alpen (Erstroute eröffnet durch Josef Lochmatter im Jahre 1913),
- an das Knubel-Kamin der Aiguille du Grépon in den französischen Alpen (Erstroute eröffnet durch Josef Knubel im Jahre 1911),
- an den Imbodentind in Norwegen (Erstbesteigung durch Josef Imboden im Jahre 1899),
- an den Mount Pollinger und Mount Sarbach in Kanada.

Bis heute starben 21 Zaniglaser Bergführer eines gewaltsamen Todes. Für ihre Frauen und Kinder bedeuteten diese Berufsunfälle folgenschwere Schicksalsschläge.

### Bergführerdenkmal und das erste Bergführermuseum
In neueren Schriften aber wurde dieses Kapitel des Alpinismus immer mehr übergangen. Viele wertvolle Zeugnisse aus dieser Zeit sind verloren gegangen oder wurden zerstört.
Folglich wurde am Pfingstsonntag, dem 4. Juli 1995, ein Denkmal für alle Bergführer von St. Niklaus eingeweiht. Dieses nimmt auch Bezug auf die oben beschriebenen geschichtlichen Tatsachen. Im Jahr 2000 wurde zudem in St. Niklaus Dorf im historischen Meierturm ein Bergführermuseum eröffnet, das weltweit das Erste seiner Art ist.

## Politik
Die Exekutive, der Gemeinderat, besteht aus sieben Mitgliedern. Gemeindepräsident ist Michael Kalbermatter (SVP, Stand 13. Januar 2023).

## Wirtschaft
St. Niklaus beheimatet den Industriebetrieb Scintilla AG, eine Tochtergesellschaft der Robert Bosch GmbH. In diesem Betrieb stellen die 600 Arbeitnehmenden (550 fest angestellt und 50 temporär) Zubehör für Elektrogeräte her, wobei St. Niklaus weltweiter Branchenleader in der Herstellung von Stichsäge- und Säbelsägeblättern sowie Starlocks ist. In 60 Jahren der Stichsäge-Produktion des Werkes St. Niklaus VS wurde 2007 das viermilliardste Sägeblatt hergestellt.
Im tertiären Sektor ist durch den Zusammenschluss der Raiffeisenbanken St. Niklaus, Grächen (1993), Randa (1997), Täsch (1998), Zermatt (1999), Embd (2000), Vispertal (Stalden, Staldenried, Törbel und Eisten 2005), Saas-Grund (2005) und Saas-Fee (2005) eine der grössten Raiffeisenbanken des Kantons Wallis mit Hauptsitz in St. Niklaus VS und mit einer Bilanzsumme von rund 1,8 Milliarden Schweizer Franken unter dem neuen Namen Raiffeisenbank Mischabel-Matterhorn entstanden. Die Darlehenskasse St. Niklaus System Raiffeisen wurde im Jahre 1907 gegründet und ist somit die älteste Kasse dieser Art im Kanton Wallis.
Im Sog des grossen Industriebetriebes der Scintilla AG als auch durch die Nähe der Tourismusstationen Grächen und Zermatt ist in der Gemeinde St. Niklaus ein Kleingewerbe herangewachsen.
Am 25. Februar 2005 erteilten die Urversammlungen der Gemeinde Embd und am 12. März 2005 der Gemeinde St. Niklaus der EVN Energieversorgung Nikolai AG die Konzession für die Stromversorgung auf deren Territorien. Bisher wurden diese beiden Gemeinden von der Walliser Elektrizitätsgesellschaft AG (WEG) mit Strom beliefert. Am 26. April 2005 wurde die EVN in der Burgerstube des Bergführermuseums in St. Niklaus Dorf gegründet und die Statuten genehmigt. An der Aktiengesellschaft mit Sitz in St. Niklaus sind die Gemeinde St. Niklaus mit 55 %, die Gemeinde Embd mit 10 % und die EnAlpin AG mit 35 % beteiligt.
Am 2. Juli 2012 fand die Gründung der KW Jungbach AG statt, an der die Einwohnergemeinde St. Niklaus mit 51 % sowie die Aletsch AG, eine Tochtergesellschaft der EnAlpin AG, mit 49 % beteiligt sind. Deren Kraftwerk am Jungbach konnte am 29. April 2015 eingeweiht werden. Die Wasserfassung befindet sich im Jungtal auf einer Höhe von 2360 m ü. M. und die vollständig unterirdische Zentrale auf 1259 m ü. M., die die 2,8 km lange Druckleitung mit einem Durchmesser von 500 mm verbindet. Die Jahresproduktion von 14,3 Millionen Kilowattstunden deckt den jährlichen Stromverbrauch von 3'000 Haushalten ab.

## Tourismus

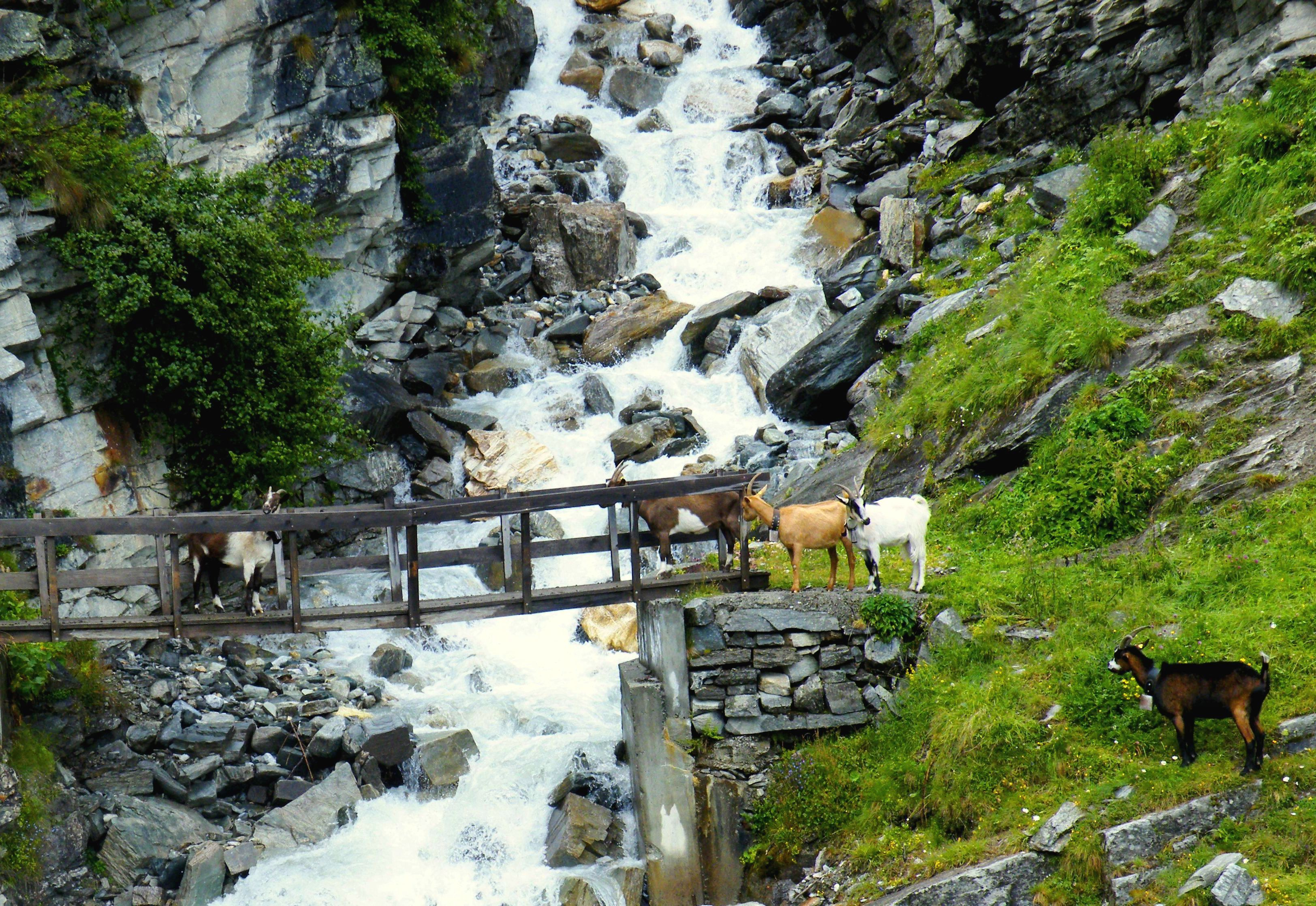
Hausziegen an der Holzbrücke über den Jungbach des Wanderwegs von St. Niklaus Dorf auf die Alp Jungen (Jungerweg).

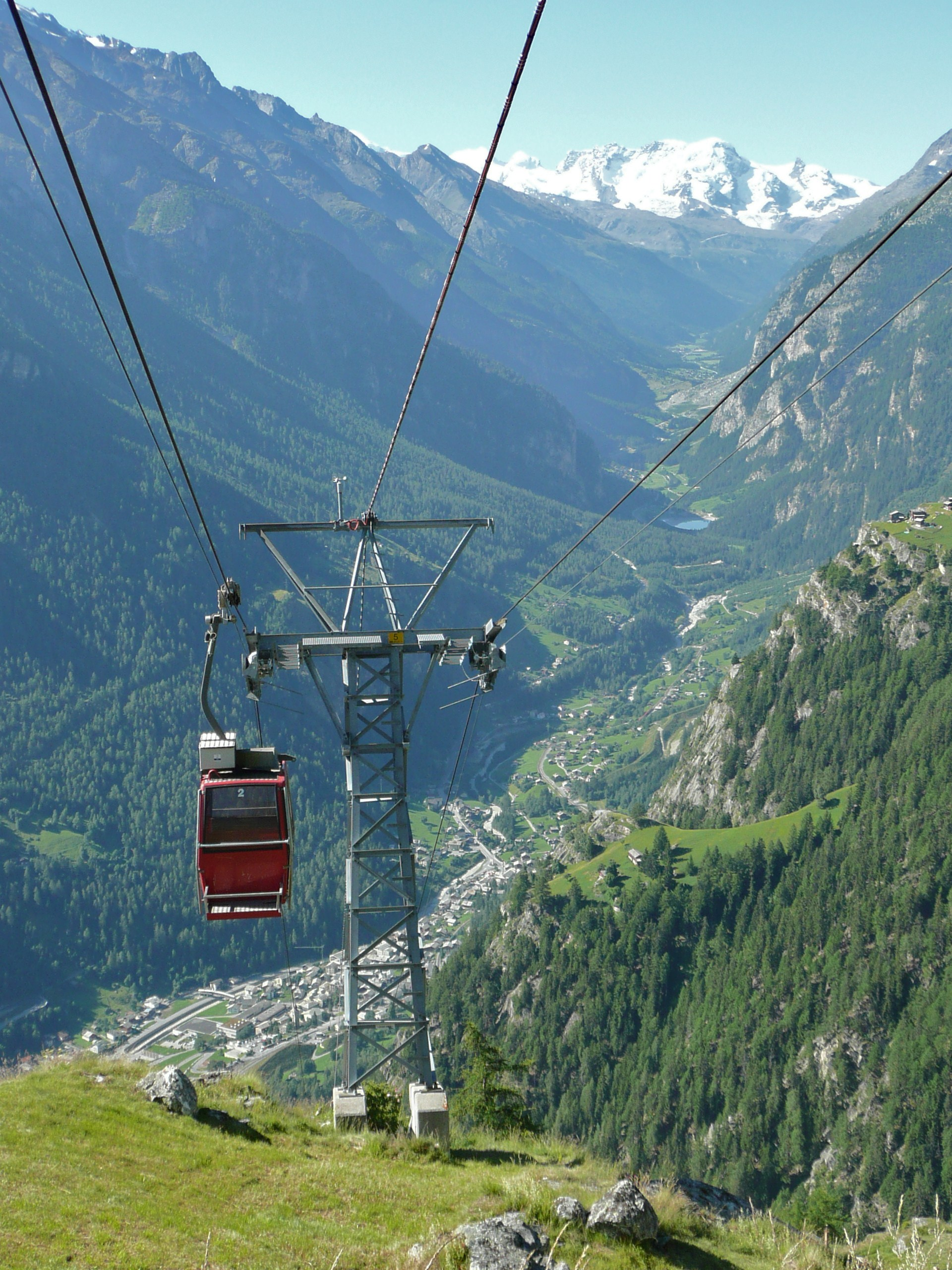
Seilbahn auf Jungen. Blick oberhalb Gafinu auf St. Niklaus und das hintere Mattertal. Im Hintergrund von rechts Klein Matterhorn, Breithorn, Pollux und Castor. Häusergruppe rechts Sparren, darunter Teli.

St. Niklaus hatte grosse Bedeutung für den Tourismus (siehe oben unter «Die Bergführerdynastie von St. Niklaus (Zaniglas)») und ist insbesondere im Winter Ausgangspunkt zu den Orten Grächen, Zermatt und Saas-Fee.

### Spazieren und Wandern
Das Netz der Wanderwege rund um die Gemeinde wird ständig ausgebaut:
- rechte Talseite:
  - Wanderung von St. Niklaus Dorf bzw. vom Weiler Balacker (1177 m ü. M.) oder Weiler Biffig (1272 m ü. M.) zum Maiensäss Flüe, dann weiter nach Gasenried,
  - Wanderungen entlang der «Wasserleite» des Riedbachs,
  - Europaweg von Gasenried (1659 m) nach Zermatt (1608 m),
  - Höhenweg Balfrin von Gasenried über Grächen (1619 m) nach Saas Fee (1798 m)
  - usw.
- linke Talseite:
  - Weg von St. Niklaus Dorf auf die Alp Riedji (1793 m),
  - Jungerweg von St. Niklaus Dorf auf die Alp Jungen (1960 m)[40],
  - Jungtalweg – Alpenblumenweg von Jungen ins Jungtal (2387 m),
  - Wanderungen entlang der «Wasserleite» des Jungbachs,
  - Barackenweg von Jungen nach Sparren (1905 m), dann weiter nach Teli (1611 m),
  - Höhenweg Moosalp–Jungen von Jungen zur Moosalp (2048 m),
  - Weisshornweg vom Jungtal (2387 m) über die Wasulicke (3114 m) zur Topalihütte (2674 m) und dann über den Guggiberg (2222 m) nach Randa (1406 m),
  - Walker's Haute Route von Jungen zum Augstbordpass (2893 m) ins Turtmanntal, dann über Zinal (1670 m) und Verbier (1490 m) nach Chamonix (1035 m)
  - usw.

### Alpaufzug und Älplerfest
Jeweils Anfang Sommer findet die Alpbelegung mit einer Messfeier in der Kapelle Jungen statt. Im Hochsommer ziehen dann die Älpler und die Tiere weiter ins Jungtal.
Auf der Alp Jungen findet seit dem Jahre 1980 alljährlich gegen Ende des Monats Juli oder Anfang des Monats August das Älplerfest statt, welches mit einem Feldgottesdienst beim Rastplatz Seewjinen (walliserdeutsch Seewjini) auf 1998 m eröffnet wird, der sich unweit oberhalb der Endstation (1990,5 m) der Personenseilbahn St. Niklaus Dorf – Jungen befindet. Bei diesem Rastplatz finden sich ein kleiner See, Feuerstellen und Holztische mit Bänken.

### Naherholungszentrum, Bergsteigen und Klettern
Das Naherholungszentrum Schwiedernen (1163 m) mit seinen Parkplätzen, Feuerstellen, Tischen und WCs ist Ausgangspunkt für den Klettergarten Medji St. Niklaus VS. Der Weiler Schwiedernen liegt zwei Kilometer südlich von St. Niklaus Dorf (1120 m) auf der linken Seite der Vispa am Fusse des Wänguberg (2219 m) bzw. von Walkerschmatt (2139 m). Im Naherholungszentrum sind eine alte wasserbetriebene Gattersäge und eine restaurierte Getreidestockmühle mit Horizontalrad, darüber eine Backstube mit Backofen aus dem Jahre 1930 erhalten. Am nördlichen Ende des Naherholungszentrums führt eine Fussgängerbrücke über die Vispa, die im Jahre 2006 erneuert wurde, so dass der Weiler Balmatten (1100 m) auf der rechten Seite der Vispa erreicht werden kann.
Die 26 Routen des Gneisrissklettergartens Medji St. Niklaus VS (1480 m) sind bis 90 Meter lang und zwischen 6a und 7b schwierig, der sich oberhalb des Weilers Schwiedernen (walliserdeutsch Schwiedernu, 1163 m) südlich von St. Niklaus Dorf befindet.
Von Jungen sind Berge wie das Sparruhorn (2988 m), Festihorn (3092 m), Wasuhorn (3343 m), Rothorn (3278 m), Steitalhorn (3164 m), Schwarzhorn (3201 m), Dreizehntenhorn (3052 m) und Augstbordhorn (2971 m) erreichbar. Zwischen dem Steitalhorn und Schwarzhorn führt der Augstbordpass (2893 m) hindurch.
Auf dem Gebiet der Gemeinde St. Niklaus befinden sich zwei hochalpine Schutzhütten:
- die Bordierhütte[42], die sich auf der rechten Talseite auf einer Höhe von 2886 m ü. M. befindet und die zentraler Ausgangspunkt für Hochtouren auf die Gipfel
  - des Nadelgrats mit Nadelhorn (4327 m), Stecknadelhorn (4241 m), Hohberghorn (4219 m) und Dürrenhorn (4035 m) sowie
  - der Balfringruppe mit Ulrichshorn (3925 m), Balfrin (3796 m), Gross Bigerhorn (3626 m), Klein Bigerhorn (3182 m), Färichhorn (3292 m), Platthorn (3246 m) und Gabelhorn (3136 m) ist, und
- die Topalihütte, die sich auf der linken Talseite auf einer Höhe von 2674 m ü. M. befindet und die zentraler Ausgangspunkt für Hochtouren auf das Schwarzhorn (2985 m), Brunegghorn (3833 m), Schöllihorn (3500 m ü. M.), den Distelberg (3285 m), das innere Barrhorn (3583 m), äussere Barrhorn (3610 m), den Gässispitz (3411 m), das innere Stellihorn (3410 m), äussere Stellihorn (3405 m) sowie das Bishorn (4153 m) ist.

### Berglauf

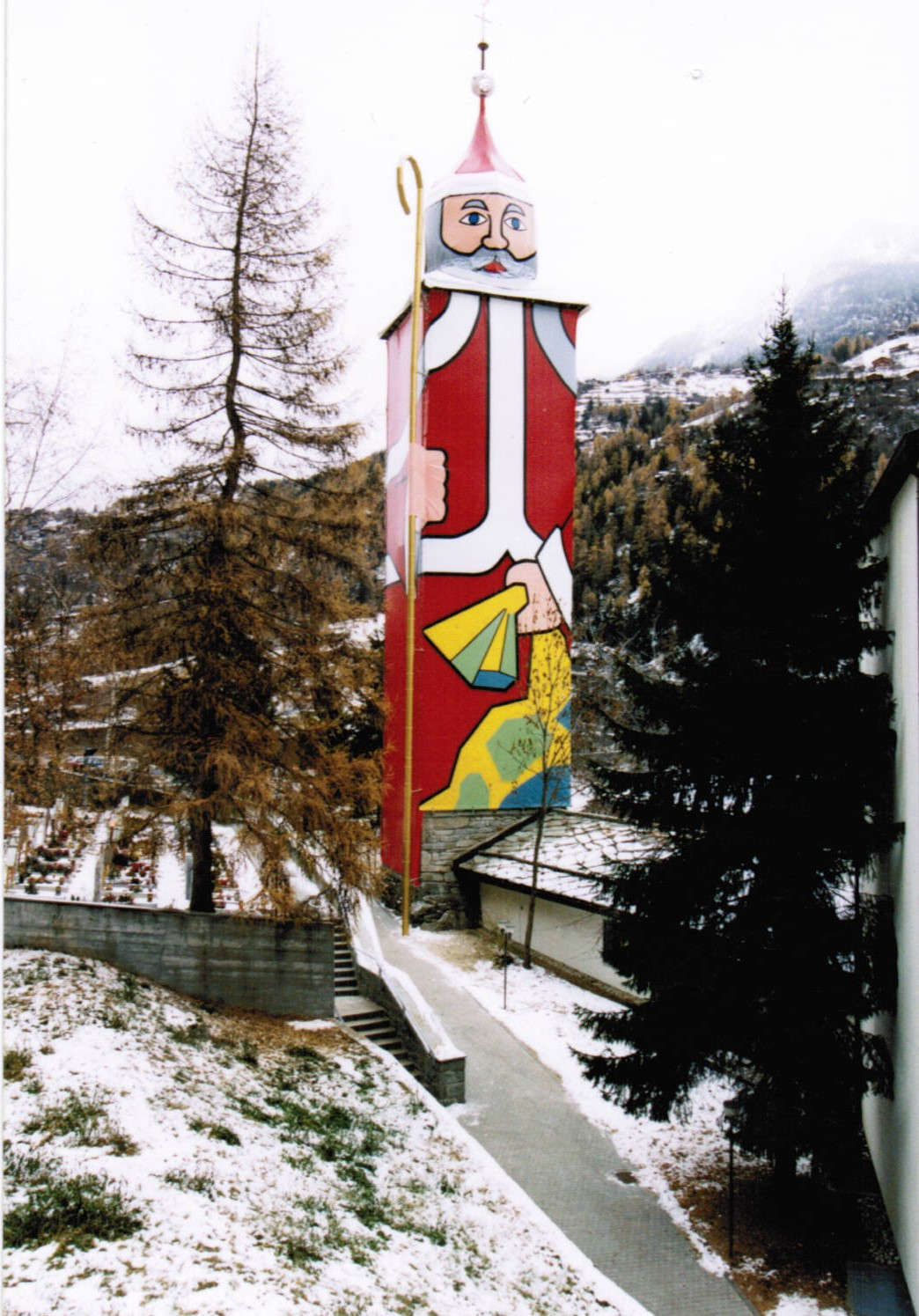
Der Kirchturm von St. Niklaus wird im Advent als Nikolausfigur dekoriert. Gemäss Eintrag ins Guinness-Buch der Rekorde handelt es sich dabei um die weltweit grösste Nikolaus-Figur.

Seit 2002 findet im Juli der Zermatt Marathon bzw. der Gornergrat Zermatt Marathon statt, der der drittgrösste Bergmarathon der Schweiz ist und der von St. Niklaus Dorf (1116 m) über Zermatt (1616 m) auf den Riffelberg (2585 m) und den Gornergrat (3089 m) führt. Am 12. Mai 2005 wurde in St. Niklaus der Trägerverein des Zermatt Marathons gegründet. Erster Vorstands- und OK-Präsident war der ehemalige Gemeindepräsident von St. Niklaus Stefan Truffer.

### Mountainbiken und Paragleiten
Insgesamt stehen in St. Niklaus dreizehn Mountainbike-Touren zur Auswahl, u. a.:
- St. Niklaus Dorf – Tennjen (1360 m) – Hellenen (1523 m) – Schalbetten (1683 m) – Flüewald – Biffig (1272 m) – Schwiedernen (1151 m) – Balmatten (1100 m) – St. Niklaus Dorf (mittlerer Schwierigkeitsgrad: asphaltierte Strassen, Naturstrassen und gute Wege)[45]
- St. Niklaus Dorf – Schwiedernen (1163 m) – Mattsand – Herbriggen – Breitmatten – Randa – Täsch – Zermatt (schwerer Schwierigkeitsgrad: meist Naturstrassen und Wege)[46][47]
- St. Niklaus Dorf – Kalpetran – Stalden – Visp (schwerer Schwierigkeitsgrad: meist Naturstrassen und Wege, die zwischen Kalpetran und Visp immer auf der linken Flussseite bleiben)[48]
- St. Niklaus Dorf – Jungen (1960 m)[49] – Moosalp (2048 m) – Brand (1595 m) – Unterbäch (1193 m) – Turtig (635 m) – Visp (658 m) – Stalden (795 m) – Kalpetran (896 m) – St. Niklaus Dorf (extremer Schwierigkeitsgrad: steile Wege, mit Tragstrecken)[50]

U. a. die Alp Jungen (1960 m ü. M.) oberhalb St. Niklaus Dorf eignet sich als Startpunkt zu einem Paragleitflug.

### Kultur / Veranstaltungen
Jedes Jahr wird das über 250 Jahre alte Neujahrslied während der Neujahrszeit von den Mitgliedern des Neujahrsvereins in den Haushaltungen gesungen und musikalisch begleitet.
Seit 1949 und 1955 wird alle fünf Jahre am Pfingstwochenende die Heimattagung in St. Niklaus durchgeführt.
Seit 1998 steht im Dezember der grösste Nikolaus der Welt immer in St. Niklaus. Hierzu finden jeweils am 5. und 6. Dezember (Zaniglastag) der Nikolaus-Event und eine Messfeier zu Ehren des Schutzpatrons statt.

## Weltweit grösste Nikolaus-Figur
Der Kirchturm von St. Niklaus VS erhielt im Jahre 2000 einen Eintrag in das Guinness-Buch der Rekorde. Während der Weihnachtszeit 1998 wurde der gesamte Kirchturm, der in der Höhe 36,80 Meter misst, unter dem Slogan der grösste Nikolaus der Welt im tiefstem Tal der Schweiz als Nikolaus eingekleidet, wobei die Zwiebelhaube als Kopf diente. Nikolaus ist sowohl der Schutzpatron des Mattertals als auch der Pfarrei St. Niklaus.

## Sehenswürdigkeiten

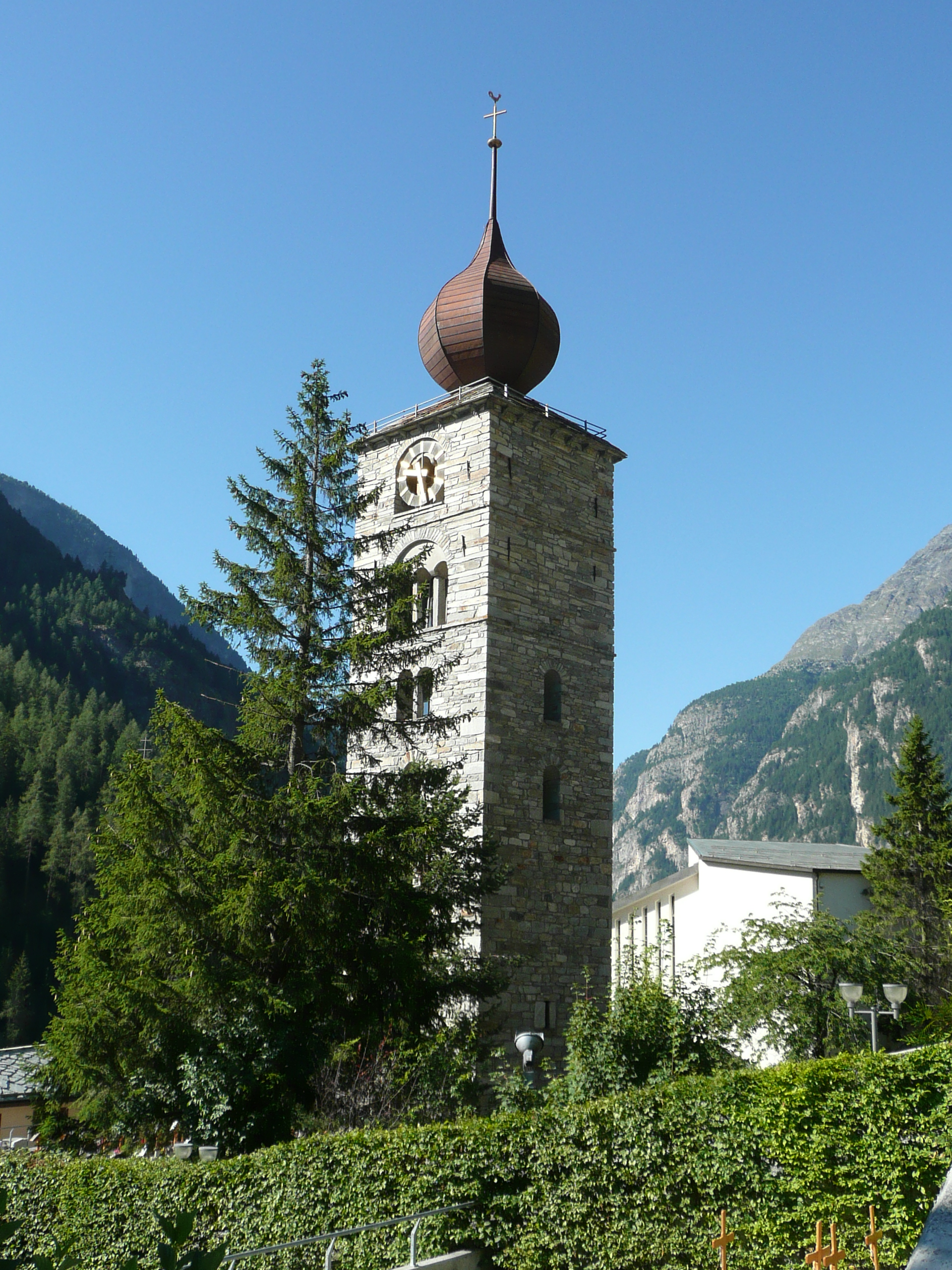
Mittelalterlicher Kirchturm der Kirche von St. Niklaus, der der grösste Zwiebelturm im Oberwallis ist und der in der Höhe 36,80 Meter misst

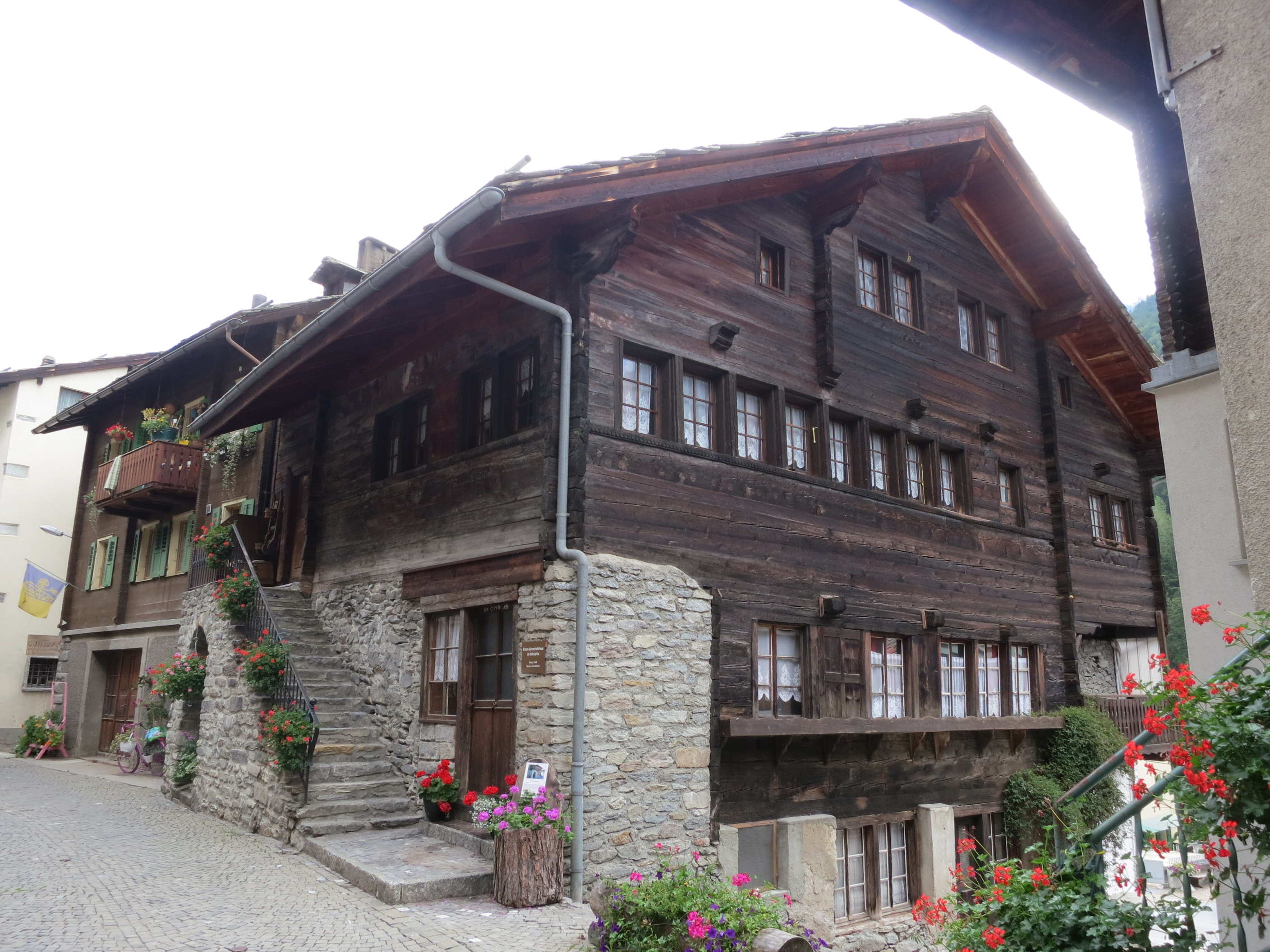
Das ehemalige, 1640 erbaute Gemeindehaus von St. Niklaus

- Die Kirche St. Niklaus mit mittelalterlichem Zwiebelturm, der der grösste Zwiebelturm im Oberwallis ist.
- Das 3,70 Meter hohe Bergführerdenkmal, das sich auf dem Kirchplatz befindet.
- Der Meierturm mit Bergführermuseum, der 1273 erbaut wurde und der das älteste noch erhaltene Gebäude im Mattertal ist. Das Bergführermuseum wurde im Jahre 2000 eröffnet und ist somit weltweit das Erste.
- Das ehemalige Hotel Kreuz / Croix, dessen erste noch erhaltene schriftliche Erwähnung auf das Jahr 1563 zurückgeht[53] und das somit das erste Hotel der Vispertäler (Matter- und Saastal) ist.
- Das ehemalige Gemeindehaus, das gemäss Inschrift 1640 erbaut wurde.

## Persönlichkeiten
- Walter de Chouson (um 1185–1248), Domherr und Grosskantor.
- Mitglieder der Familie von [de] Riedmatten (vgl. oben unter «Geschichte»). Der Familienname Riedmatten stammt vom Weiler Riedmatten ab, der sich im Norden der heutigen Gemeinde St. Niklaus VS befindet, wo der Riedbach in die Vispe mündet.
- Georg Majoris (1440–1506), Meier von St. Niklaus (vgl. oben unter «Geschichte»).
- Thomas von Schallen (1480–1541), Meier von St. Niklaus (vgl. oben unter «Geschichte»).
- Johann Peter Imboden (1686–1764), Priester in seiner Heimatgemeinde St. Niklaus von 1730 bis 1764, Dichter und Theaterregisseur. Er schrieb unter anderem mehrere populäre Theaterstücke, so auch Tragödien, die er unter anderem auch in St. Niklaus aufführte.[54] Sein Werk bewertet Domherr Dr. Albert Carlen als eine wichtige dichterische Schöpfung.[55]
- Josef Marie Lochmatter (1833–1882), Gründer und Stammhalter der bekannten St. Niklauser Bergführerdynastie. Der Familienname Lochmatter stammt vom Weiler Lochmatten in St. Niklaus ab.
- Otto Bayard–Chanton (1881–1957), Arzt in St. Niklaus, der der Vater der Jodprophylaxe bzw. der richtig dosierten Beimischung von Jodkali zum Kochsalz zur Behandlung von Jodmangel-Erscheinungen ist.
- Rudolf Bittel (1901–1977), Gemeindepräsident von St. Niklaus von 1944 bis 1960, der der Initiator der Ansiedlung der Industrie Scintilla AG in St. Niklaus während der Jahre 1946 bis 1947 ist. Anlässlich des Jubiläums 50 Jahre Scintilla AG wurde das Andenken an Präsident Bittel durch ein Bronze-Relief beim Regionalschulhaus in St. Niklaus Dorf, dem Standort des ehemaligen Grand Hotels und der ersten Fertigungsstätte der Scintilla AG in St. Niklaus, geehrt.
- Erwin Lochmatter (1911–1987), Unternehmer, Berg- und Skiführer, der die St. Niklauser Quarzitsteinplatten über die Grenzen des Wallis hinaus in Europa bekannt machte.[56]
- Ulrich Imboden (1911–1988), Unternehmer, Politiker und Bergführer, der bis in die 1960er Jahre dessen Unternehmen zur grössten Schweizer Privatfirma des Baugewerbes ausbaute und als Pionier im Berghütten- und Hochgebirgsbau gilt (Seilbahn Klein-Matterhorn auf 3820 m ü. M. oberhalb Zermatt, Drehrestaurant Metro Alpin auf dem Mittelallalin auf 3500 m ü. M. oberhalb Saas Fee usw.).
- Hieronymus Lochmatter (1916–1993), Dirigent und Komponist u. a. des bekannten Walliser Marsches.
- Karl Burgener (1918–1994), Priester in St. Niklaus von 1965 bis 1993, Komponist, Schriftsteller, Liedtexter, Chorleiter und Dirigent, der einer der bedeutenden Förderer des Kirchengesanges des Oberwallis des 20. Jahrhunderts ist.
- Hans Schock (1934–2024), ehemaliger Direktor der Scintilla St. Niklaus VS, der das Unternehmen zwischen 1970 und 1996 zum weltweiten Branchenleader in der Herstellung von Stichsägeblättern führte. Er wurde 1969 Burger von St. Niklaus und erhielt im Jahre 2015 die Ehrenbürgerschaft der Gemeinde St. Niklaus.
- Jean-Paul Brigger (* 1957), ehemaliger Nationalspieler der Schweiz und Fussballtrainer. Zu seinen Ehren wurde einer der drei Sportplätze auf dem Gebiet der Gemeinde St. Niklaus nach ihm benannt.

## Schulen
Die erste Schule im Mattertal stand in St. Niklaus. Wolf schreibt hierzu: Zu St. Niklaus eröffnete im Jahre 1509 Pfarrer Anton Platter eine Schule, welche nicht nur von seinem Vetter Thomas Platter, sondern auch von andern Knaben besucht wurde.
Im Jahre 1626 befahl der Walliser Bischof Hildebrand Jost, dass in den Pfarrschulen auch die Mädchen unterrichtet werden. Der Schulunterricht wurde dann im Jahre 1828 für die sieben- bis vierzehnjährigen Mädchen und Knaben für fünf Monate im Jahr obligatorisch erklärt.
1874 wurde bei der Kirche in St. Niklaus Dorf ein Schulgebäude erbaut. Vorher wurde der Unterricht in Hotelräumlichkeiten, in Privathäusern oder im Pfarrhaus abgehalten.
Einer der grossen Förderer der Sekundarschule im Wallis war Viktor Summermatter aus St. Niklaus. Die Gemeinde St. Niklaus hatte so schon ab 1949 ihre eigene Sekundarschule.

## Vereine

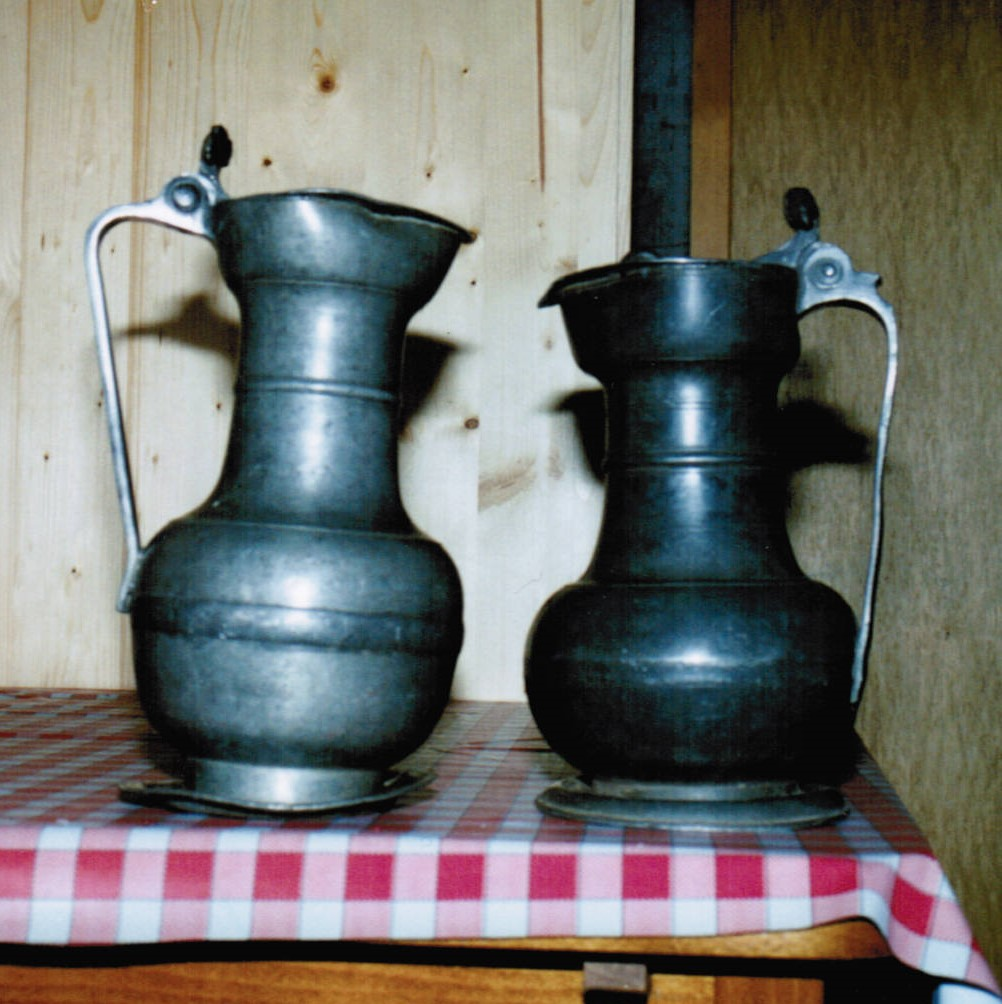
Die zwei noch erhaltenen Zinnkannen der Schützenzunft von Herbriggen aus dem 19. Jahrhundert

Die Bürger der Gemeinde St. Niklaus zeichnen sich u. a. auch durch ein reges Vereinsleben aus. Gibt es doch in der Gemeinde 69 aktive Vereine (Stand September 2015). Die ältesten Vereine von St. Niklaus sind die folgenden:
- Der heute noch existierende Theaterverein Alpenrösli St. Niklaus VS wurde im Jahre 1934 gegründet. Möglicherweise hat vorher schon ein Theaterverein in St. Niklaus bestanden, da Johann Peter Imboden (1686–1764) im 18. Jahrhundert Theaterstücke in St. Niklaus aufführte.
- Der älteste, heutzutage noch bestehende Verein von St. Niklaus ist der Neujahrsverein. Aus handschriftlichen Belegen der Bibliothek des Kollegiums Brig geht hervor, dass im Volksschauspiel Contrafei der edlen Jungfrau Walesia, verfasst von Johann und Augustin Steffen zu Viesch 1770–1780, die Regieanweisung sagt, der Chorusabschluss des ersten Aktes solle im Ton wie ein glückseliges neues Jahr gesungen werden. Das St. Niklauser Neujahrslied wird also als bekannt vorausgesetzt. Darüber hinaus findet das Neujahrslied 1833 eine Erwähnung in der Pfarrei-Chronik, das bis zum heutigen Tage in den Haushaltungen von St. Niklaus während der Neujahrszeit von den Mitgliedern des Neujahrsvereins gesungen und musikalisch begleitet wird.
- Die Schützenzunft von Herbriggen wurde im Jahre 1848 gegründet. Es sind zwei alte Zinnkannen vorhanden. Auf einem der Deckel ist die Jahrzahl 1826 eingraviert.
- Die heute noch aktive Musikgesellschaft Edelweiss St. Niklaus VS wurde im Jahre 1872 ins Leben gerufen. In den Gründungsstatuten der Musikgesellschaft Edelweiss St. Niklaus heisst es: Im Jahre 1872, den 14. November, zu St. Niklaus, ist eine neue Musikgesellschaft gegründet worden. Folglich muss es vorher schon eine Musikgesellschaft in St. Niklaus gegeben haben.

## Sagen und Legenden
Wie jedes Dorf hat auch St. Niklaus seine Sagen und Legenden. Die wohl berühmteste ist jene des Heiligen Nikolaus, als er das Dorf vor der Verschüttung rettete.
Es ist auffallend, dass die Vorfahren von St. Niklaus ihre Kirche und das Dorf unter einem so steilen und zerklüfteten Berg, dem Dorftossen (im Dialekt «Dorftossu») und im Bereich eines gefährlichen Lawinenzuges bauten. Als man einst eine neue Kirche, die alte wurde verschüttet, im Feld, wo keine Gefahren drohten, bauen wollte, verschwanden jede Nacht auf geheimnisvolle Weise das Baumaterial und die Bauinstrumente. Man fand sie unter dem Dorftossen und dem gefährlichen Sparrenzug wieder. Eines Abends erzählten zwei Hirtenknaben, sie hätten im Dorftossen zwei Kobolde gesehen und gehört, wie sie miteinander den Anschlag machten, den Dorftossen herunterzuwerfen, um das Tal zu verschütten. Der eine sollte unten die Stützen des Berges losgraben, der andere oben den Berg hinabstossen. Beide machten sich sogleich ans Werk. Doch es klappte nicht. Der Berg bewegte sich keinen Zentimeter. Der untere Kobold, darüber wütend, feuerte den Gehilfen an: «Choluremi zich!» («Zieh fest!»). Dieser heulte laut: «Ds Glasi laht nit!» («Der Heilige Nikolaus lässt es nicht zu!»). Weil der Heilige Nikolaus den Berg nicht herunterstürzen liess, bauten die Zaniglaser ihm zu Ehren eine Kirche wieder an der gleichen Stelle, wo die alte stand.
Das heutige St. Niklaus Dorf steht gemäss einer Sage auf einem verschütteten Dorf. Die Weiler Biffig und Balmatten auf der rechten Talseite stehen auf Bergsturzgebiet. Gegenüber beim Blattbach liegt nach der Sage unter dem Schutt ein untergegangenes Dorf. Ebenso soll der Weiler Mattsand auf den Trümmern einer von einem Bergsturz zerstörten Siedlung liegen.

## Trivia

### «Zaniglas over the year»
Der Vier-Jahreszeitenfilm «Zaniglas over the year» zeigt die Schönheit der Natur der Gemeinde St. Niklaus (Zaniglas) und ihr Spiel mit der Zeit. Hierzu wurden während eines Jahres von März 2014 bis März 2015 mit Kameras und Zeitrafferfotografien unterschiedlichste Landschaftsaufnahmen eingefangen.

### «Mein Dorf St.Niklaus» und «Hiä im liäbu Zaniglas»
Komponiert hat die beiden Lieder «Mein Dorf St. Niklaus» und «Hiä im liäbu Zaniglas» («Hier im lieben St. Niklaus») Karl Burgener, der von 1965 bis 1993 Pfarrer in St. Niklaus war.